# Marija Bursać

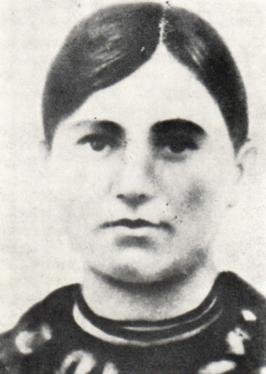
Marija Bursać (1939)

Marija Bursać (serbisch-kyrillisch Марија Бурсаћ; * 2. August 1921 in Kamenica bei Drvar; † 22. September 1943 bei Vidovo Selo bei Drvar) war eine jugoslawische Kommunistin und Partisanin serbischer Abstammung. Die Widerstandskämpferin gegen die deutsche und italienische Besatzung im Zweiten Weltkrieg wurde als erste Frau zur jugoslawischen Volksheldin erklärt.

## Leben
Bursać schloss sich im Oktober 1941 dem Kommunistischen Jugendverband (SKOJ; Savez komunističke omladine Jugoslavije) und im Februar 1942 der Kommunistischen Partei Jugoslawiens (KPJ; Komunistička partija Jugoslavije) an.
Aktiv im Vereinigten Verband der Antifaschistischen Jugend Jugoslawiens (USAOJ; Ujedinjeni savez antifašističke omladine Jugoslavije) und der Antifaschistischen Front der Frauen (AFŽ; Antifašistička front žena) diente sie ab Juli 1942 als politische Kommissarin in der 3. Kompanie des Bataillons der arbeitenden Jugend. Als die 10. Krajina-Brigade im Februar 1943 aufgestellt wurde, trat sie in deren 1. Bataillon ein.
Bei einem Angriff auf deutsche Bunker in Prkos bei Kulen Vakuf in der Nacht vom 17. auf den 18. September 1943 wurde sie so schwer verwundet, dass sie ins vierzig Kilometer entfernte Krankenhaus des 5. Partisanenkorps gebracht werden musste. Sie starb jedoch am 22. September noch auf dem Weg dorthin in der Nähe des Dorfes Vidovo Selo.

## Ehrungen
Bursać war die erste Frau, der am 15. Oktober 1943 der Titel Volksheldin Jugoslawiens durch das Oberkommando der Volksbefreiungsarmee verliehen wurde.
Branko Ćopić verfasste ihr zu Ehren das Gedicht Marija na Prkosima.